# Kimberley (Afrique du Sud)
Pour les articles homonymes, voir Kimberley.
Kimberley est une ville d'Afrique du Sud  située à 1 230 mètres d'altitude dans la province du Cap-du-Nord dont elle est le chef-lieu. 
Située en plein désert du Grand Karoo, Kimberley se trouve dans la région historique du Griqualand Ouest. Elle est célèbre pour sa mine de diamant (le Big Hole). 
L'administration de la ville relève de la municipalité de Sol Plaatje (district de Frances Baard).

## Démographie

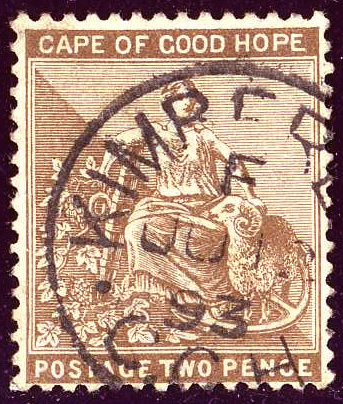
Poste de KIMBERLEY en 1893, alors colonie anglaise du Cap de Bonne-Espérance

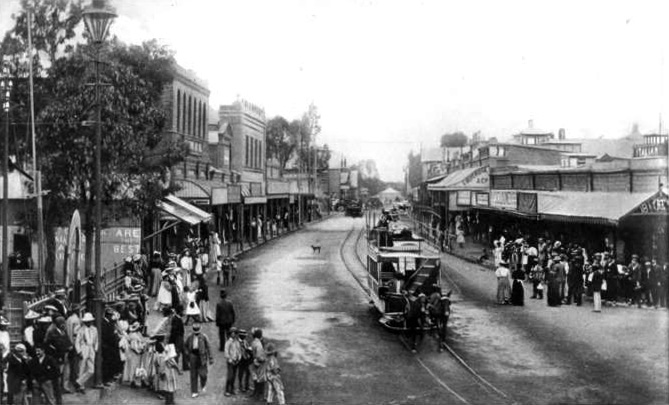
Centre de Kimberley vers 1905 (Du Toitspan Road)

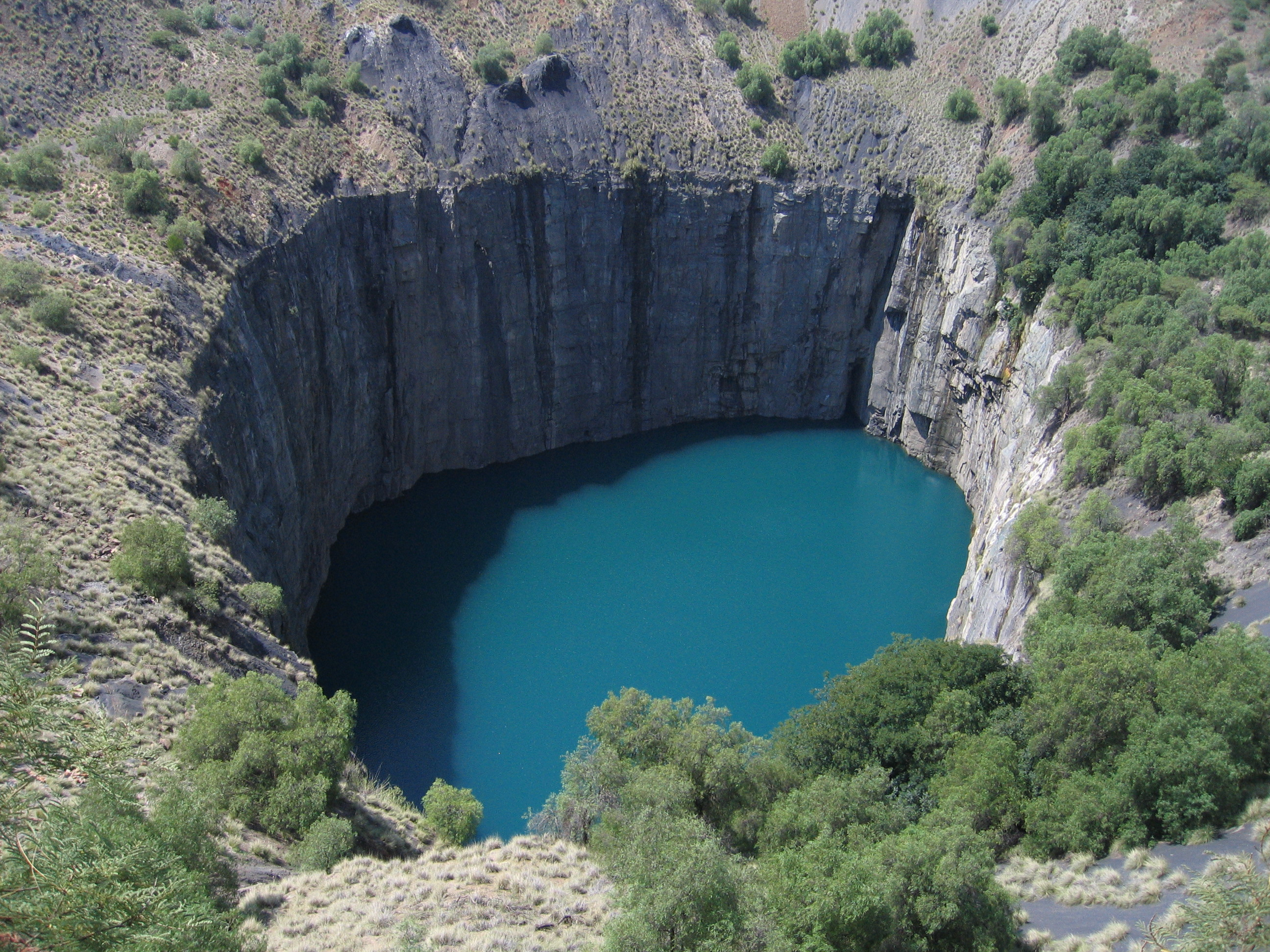
Le Big Hole de Kimberley, le plus grand trou jamais creusé par la main de l'Homme

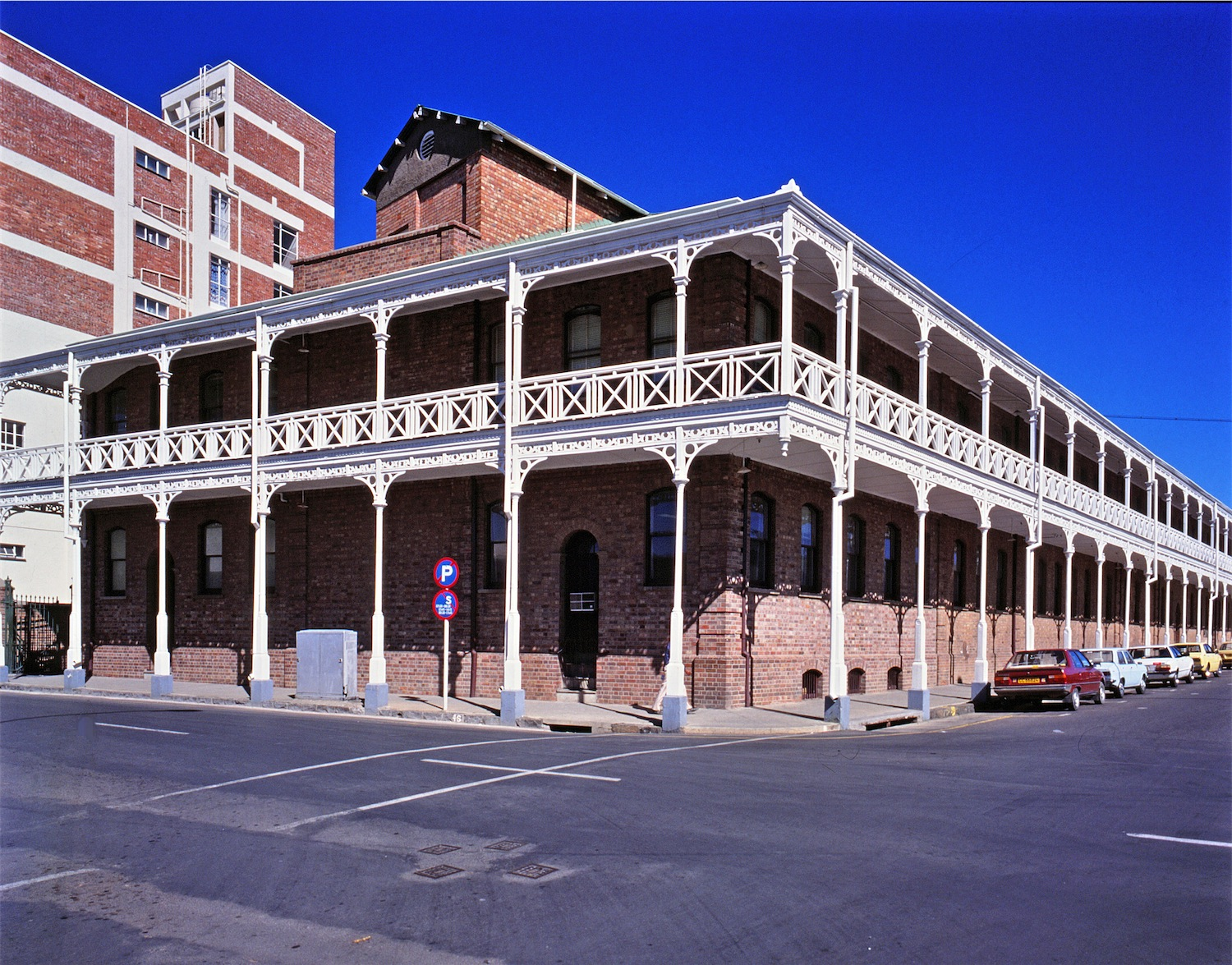
Siège de la De Beers

Selon le recensement de 2011, la population de Kimberley compte 96 977 habitants. En comptant la population des townships de Galeshewe (107 920 habitants) et de Roodepan (20 263 habitants),, la zone urbaine de Kimberley compte alors 225 160 habitants dont 63,1% recensés comme Noirs, 26,8% recensés comme Coloured, 8 % comme "Blancs" et 1,2% recensés comme hindo-asiatiques. 
La langue maternelle majoritaire de la population est l'afrikaans (43,2%) suivie par le Setswana (35,8%) et par l'anglais sud-africain (8,7%).

## Histoire
La découverte en 1866 par un enfant, nommé Erasmus Jacobs, d'un petit caillou brillant sur les rives du fleuve Orange allait bouleverser l'économie de la région, déclencher une véritable ruée vers le diamant et aboutir à la fondation de Kimberley. 
La découverte de ce caillou a lieu précisément sur une ferme près de Hopetown, à 120 kilomètres au sud de Kimberley. Ce caillou se révèle être un diamant brut de 21,25 carats qui est baptisé Eureka.
Trois ans plus tard, en 1869, la découverte d'un diamant brut de 83,50 carats (l'Étoile d’Afrique du Sud) déclenche le rush vers le diamant dans cette région aride du Karoo. En 1871, trois diamants sont ainsi découverts au sommet d'une petite colline autour de laquelle va naître le village de New Rush rebaptisé par la suite Kimberley, du nom du secrétaire britannique aux colonies John Wodehouse (1er comte de Kimberley). 
La petite colline est rapidement prise d'assaut et creusée par des centaines de mineurs et aventuriers à la recherche de diamant et devenir le Big Hole, le grand trou, au bord duquel la ville de Kimberley va prospérer et devenir la première ville électrifiée d'Afrique.
En 1876, le cumul des concessions minières est autorisé. Le britannique Cecil Rhodes a l'idée de racheter toutes les concessions mises en vente dont la ferme des frères de Beers et d'entreprendre ^à contrôler le marché. En 1888, il co-fonde la compagnie De Beers Consolidated Mines Limited qui possède alors les trois quarts des mines de Kimberley. 
Durant la seconde guerre des Boers, la ville est assiégée par les Républicains boers durant 124 jours.
C'est dans cette ville, qu'en mai 2000, a débuté le processus de Kimberley, un accord international signé en 2003 et destiné à lutter contre les diamants de conflits.

## Administration et politique
Depuis 1995, la municipalité est politiquement dominée par l'ANC mais l'opposition de l'Alliance démocratique y a effectué de bons scores bien qu'elle ait échoué à plusieurs reprises à remporter la majorité des suffrages. 
Lors des élections municipales sud-africaines de 2021, l'ANC remporte 33 des 65 sièges du conseil municipal contre 14 à l'Alliance démocratique et 6 aux Combattants pour la liberté économique.

### Maires de Kimberley
- John Birbeck, maire de 1878 à 1879
- Arthur Stead (1840-1916), maire de 1879 à 1880 (1er mandat)
- Sir Joseph Benjamin Robinson (1840-1929), maire en 1880
- Moses Cornwall (1841-1906), maire en 1881-1882 (1er mandat)
- George Bottomley (1827-1892), maire en 1882  (1er mandat)
- Mark Foggitt (1828-1883),  maire en 1883
- George Bottomley (1827-1892), maire en 1883-1884 (2nd mandat)
- William Hayward Rogers, maire en 1885
- Alexander McGregor, maire en 1886
- James Grewer (-1890), maire en 1887
- Evan Hopkin Jones, maire en 1888
- James Lawrence(1852-1907), maire (parti progressiste) en 1889 (1er mandat)
- Thomas Waterloo Goodwin, maire en 1890
- Evan Hopkin Jones, maire en 1891
- James Lawrence (1852-1907), maire (parti progressiste)  en 1892-1893 (2nd mandat)
- Daniel Johannes Haarhoff (1846-1917), maire (parti progressiste) en 1894
- Arthur Stead (1840-1916), maire en 1895 (2nd mandat)
- William Willis, maire en 1896
- Arthur Stead (1840-1916), maire en 1897 (3nd mandat)
- Moses Cornwall (1841-1906), maire en 1898 (2nd mandat)
- Robert Hugh Henderson (1862-1956), maire en 1899 (1er mandat)
- Henry Alfred Oliver (1854-1905), maire en 1900-1901 (1er mandat)
- William Henry Foley (1854-1905), maire en 1901-1902
- Robert Hugh Henderson (1862-1956), maire en 1903 (2nd mandat)
- Henry Alfred Oliver (1854-1905), maire en 1904 (2nd mandat)
- John Daughtry Tyson, maire en 1905-1906
- William Sagar, maire en 1906-1908
- Arthur James Green, maire en 1909
- John Orr(1858-1932)[7], maire en 1909-1910 (1er mandat)
- William Gasson, maire en 1911-1912
- Ernest Oppenheimer (1880-1934), maire de 1912 à 1915[8]
- Thomas Pratley, maire en 1915
- John Orr (1858-1932)[7], maire de 1916 à 1918 (2nd mandat)
- Colin Watson Lawrence (1883-), maire en 1919-1921
- Gregory Turner Belding, maire en 1922-1925
- Henry Schmidt, maire en 1926-1927
- Henry Solomon, maire en 1928-1929
- James Moir, maire en 1930
- Bernard Cohen, maire en 1931
- Thomas Looney, maire en 1932-1933
- William Haycroft Gasson, maire en 1934-1936
- Michael Eunan Doherty, maire en 1937-1941
- Russell Caldwell Elliott, maire en 1942-1943
- Graham Sutton Eden (1906-1973)[9], maire (parti uni) 1944-1945 (1er mandat)
- John Wilfred Orr (1894-1967), maire en 1946-1947
- Frederick Hicks (1892-), maire en 1948-1949
- Louis John Edmeades (1910-1972), maire en 1949-1950
- Jacobus Petrus Smit, maire en 1951-1952
- Gustave Bowman Haberfeld, maire en 1953-1954 (1er mandat)
- Edgar Oliver Davis, maire en 1955-1956
- Reginald Vivian de Villiers, maire en 1957-1958
- Lionel Jawno (1900-1971), maire de 1959 à 1961
- Gabriel Johannes Hugo, maire en 1961
- Graham Sutton Eden (1906-1973)[9], maire en 1961-1963 (2nd mandat)
- Cecil Jack Sussman (né en 1924)[10], maire en 1964-1965
- Gustave Bowman Haberfeld, maire en 1965-1966 (2nd mandat)
- Jacobus Petrus Smit, maire en 1967
- Jan Andries van Zyl, maire en 1968-1969
- Johannes Daniel Visser, maire en 1970-1971
- Lawrence (Lawrie) Hamilton Shuttleworth (1914-2018)[11],[12], maire en 1972-1973
- Jacobus Petrus Smit (-1975), 1974-1975
- Reunert Sidney (Ronnie) Bauser (1928-2017), maire (parti national) en 1976-1977[13]
- J. Wilmans, maire en 1978
- Stoffel de Jager, maire en 1979
- Louis Botha, maire en 1980-1981
- Dirk Liebenberg, maire en 1985-1986
- Pierre J. Hugo, maire en 1986-1987
- Stoffel de Jager, maire en 1993-1994
- Herbert Rose, maire en 1995
- David Monyamane, maire en 1995-1996
- Maria Chwarisang, maire en 1998

## Monuments et musées

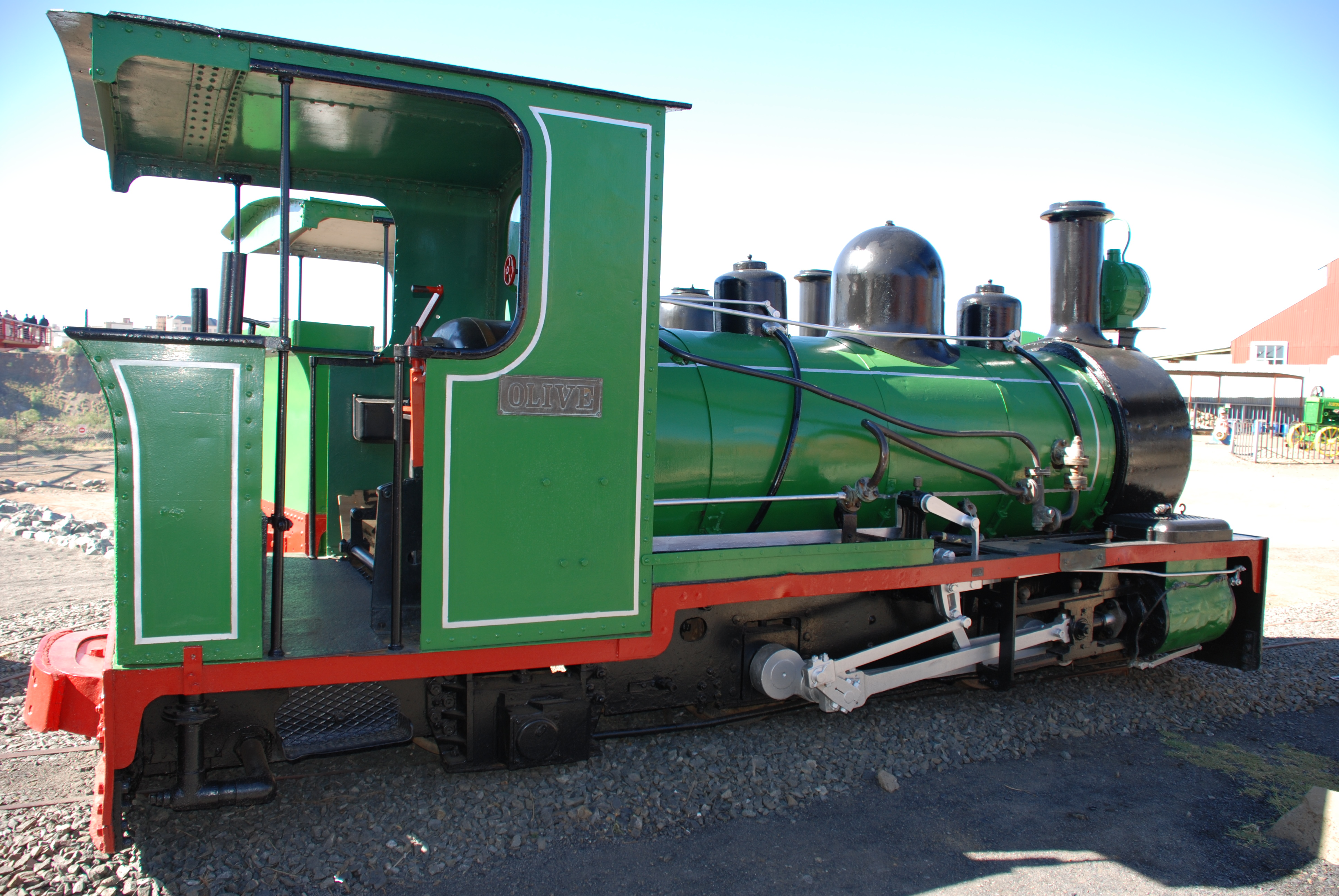
Locomotive restaurée exposée au Kimberley Mine Museum

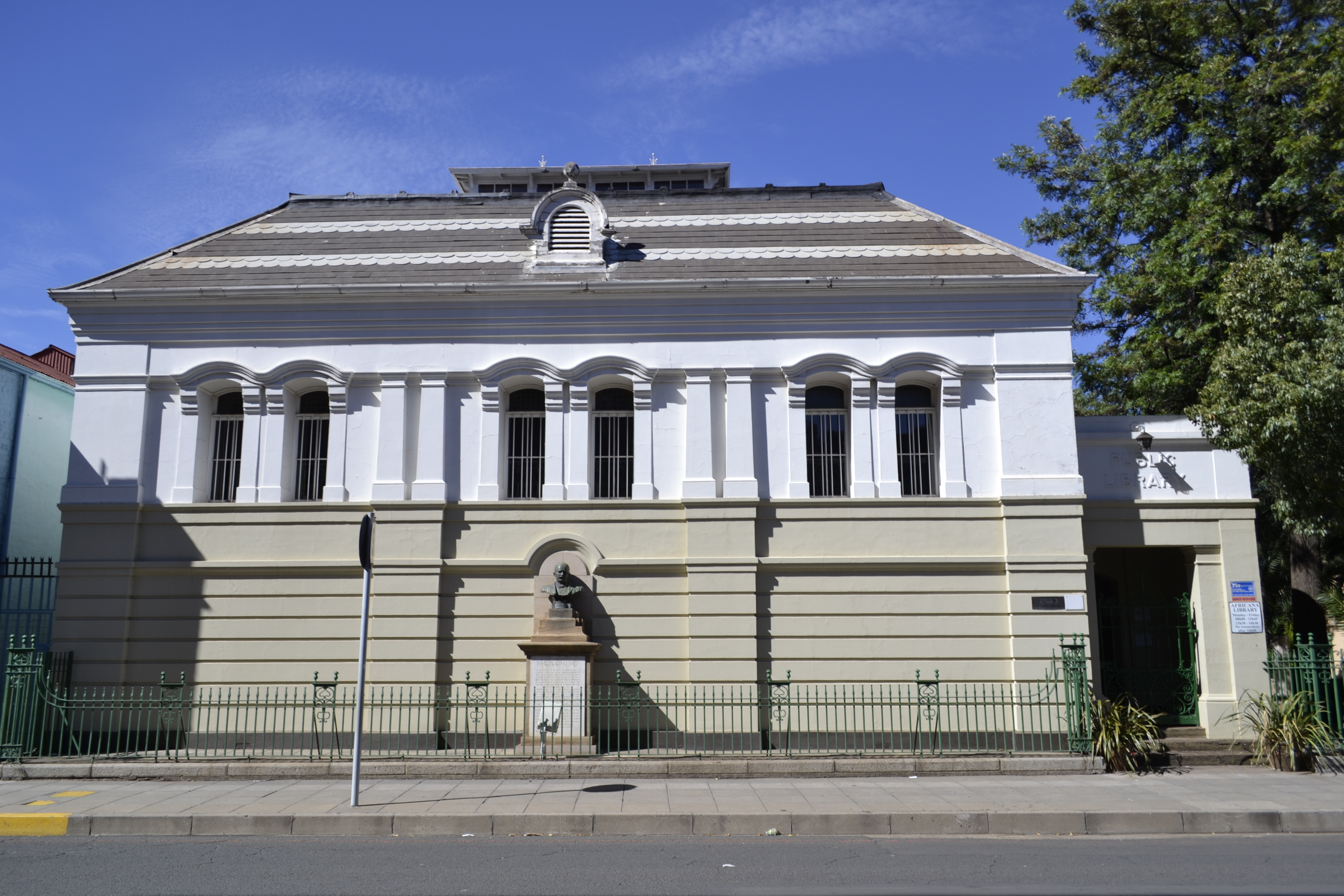
La bibliothèque Kimberley Africana (1887)

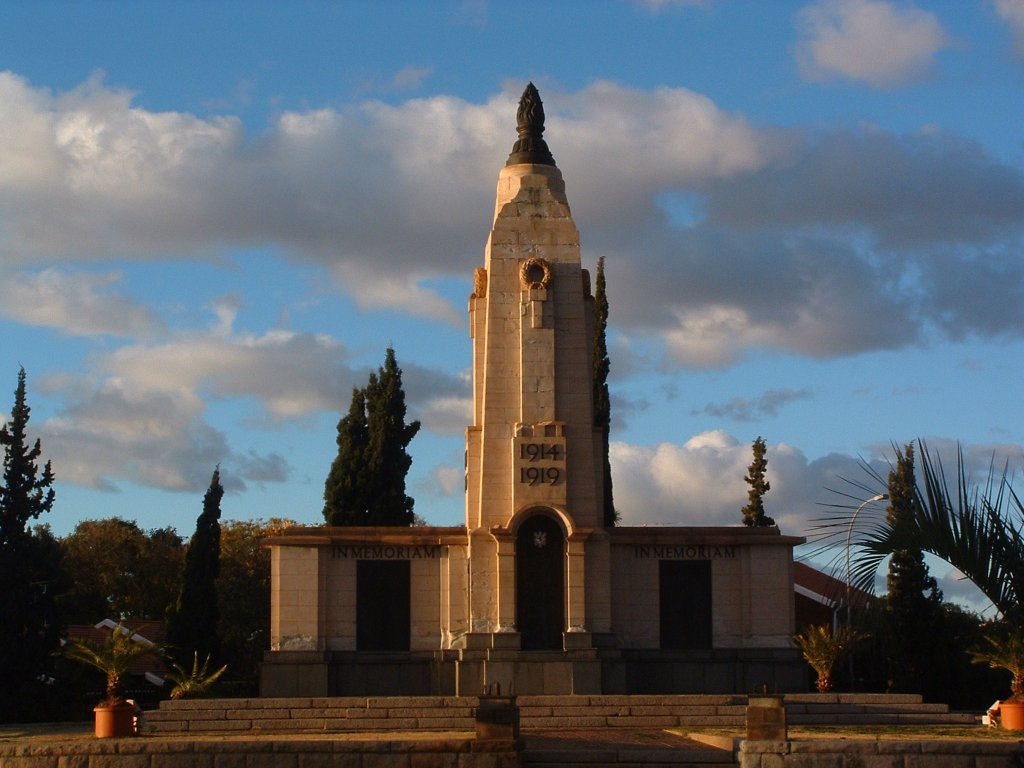
Mémorial de la Première Guerre mondiale à Kimberley

- le Big Hole (anciennement Kimberley Mine Museum) comprend la mine historique et la reproduction à ciel ouvert sur 17 hectares de Kimberley à l'époque de la ruée vers le diamant
- le McGregor Museum (1897), inauguré en 1907
- la Duggan-Cronin Gallery présente une partie de l'héritage photographique et des artefacts ethnographiques du photographe Alfred Martin Duggan-Cronin (1874-1954).
- la Galerie d'art William Humphreys (1952) présente une grande partie de la collection de peintures de maitres des XVIe et XVIIe siècles donnée par William Humphreys (1889-1965) à la ville de Kimberley ainsi que d'importantes œuvres d'art sud-africaines contemporaines.
- la bibliothèque Kimberley Africana (1887)[14].
- le Pionniers of Aviation Museum (première école de pilotage d'Afrique du Sud) abrite une réplique d'un des premiers biplans utilisés pour l'entraînement en vol.
- le Sol Plaatje Museum, situé dans la maison où Sol Plaatje a vécu et écrit Mhudi.
- Le Mémorial aux mineurs, situé dans les jardins Oppenheimer et construit en l'honneur de tous les mineurs de Kimberley. Le mémorial se compose de cinq creuseurs représentés grandeur nature soulevant un tamis en diamant.
- le Honorored Dead Memorial (1904), commande de Cecil Rhodes, réalisé par Herbert Baker, commémore ceux qui sont morts en défendant la ville lors du siège de Kimberley durant la seconde guerre des Boers. Le canon Long Cecil est monté sur son stylobate et fait symboliquement face à l'État libre d'Orange[15]
- le Cénotaphe érigé à l'origine pour commémorer les défunts de la Première Guerre mondiale et sur lequel ont été ajoutés des plaques à la mémoire des volontaires de Kimberley tombés au combat pendant la Seconde Guerre mondiale.
- le mémorial du camp de concentration sur Hertzog Square rappelle les personnes internées par les Britanniques dans le camp de concentration de Kimberley durant la deuxième guerre des Boers.
- la statue équestre de Cecil Rhodes
- la statue de Henrietta Stockdale sculptée par Jack Penn commémore la religieuse anglicane, sœur Henrietta Stockdale, qui avait milité auprès du Parlement du Cap pour obtenir une loi reconnaissant par l’État la profession d'infirmière.
- la statue de Frances Baard (2009).
- la statue de Sol Plaatje (2010), sculptée par Johan Moolman, située au Civic Center
- le Burger Monument près du champ de bataille de Magersfontein
- le mémorial à la police du Cap

## Desserte
L'aéroport de Kimberley (ex-B.J Vorster Airport) est situé à 7 kilomètres au sud du centre-ville.

### Odonymie
| Anciens noms de rues      | Nouveaux noms en 2011  |
| ------------------------- | ---------------------- |
| Jan Smuts Boulevard       | Sol Plaatje Drive      |
| Transvaal Road Jones Road | Phakamile Mabija Drive |

## Personnalités nées à Kimberley
- John-Lee Augustyn, coureur cycliste
- Gabrielle Goliath, artiste
- Margaret Brenda Vertue, femme évêque anglicane de False Bay
- Tina Joemat-Pettersson, femme politique sud-africaine

## Galerie

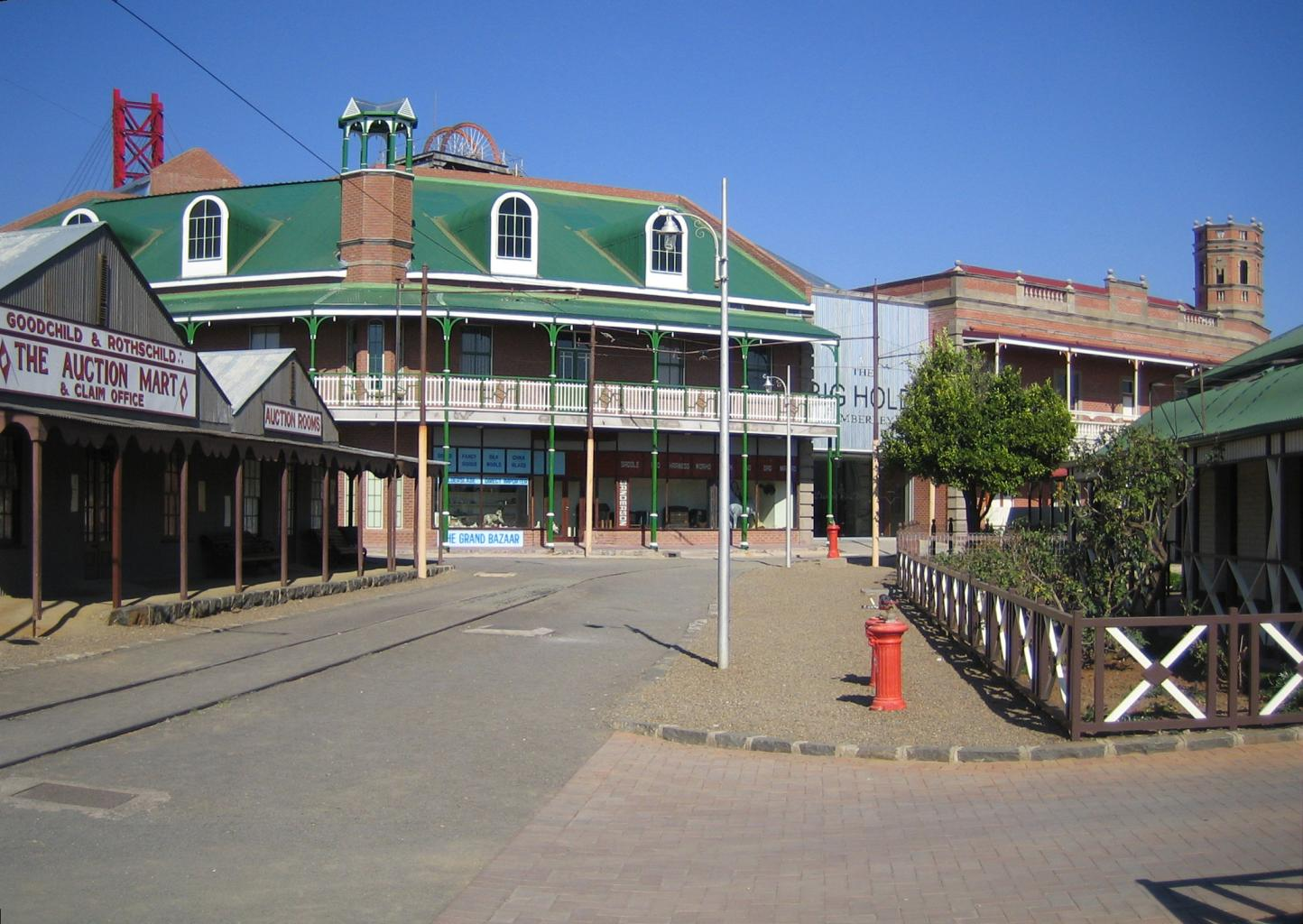
Le village du Big Hole Museum
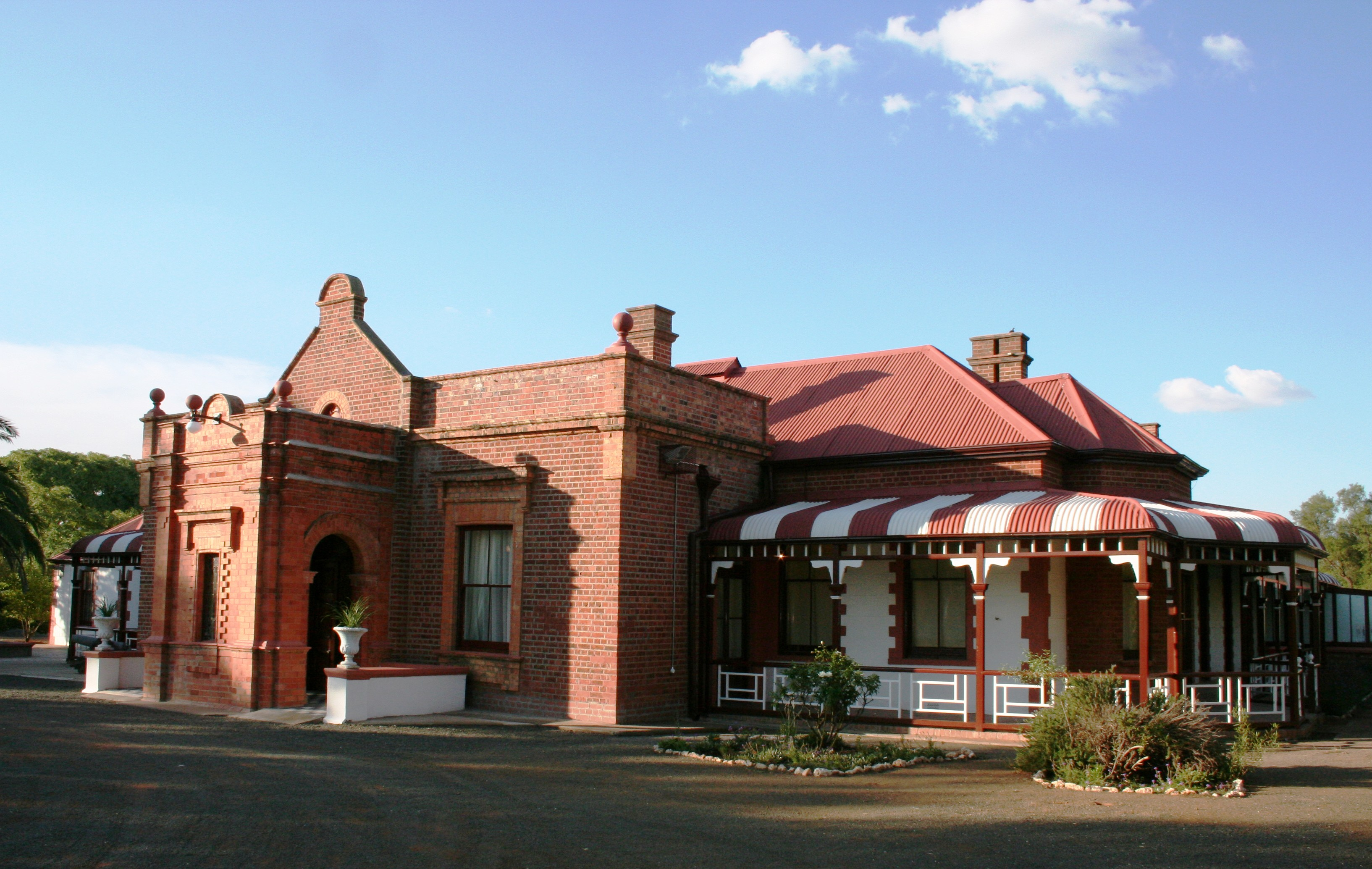
La Galerie Duggan Cronin
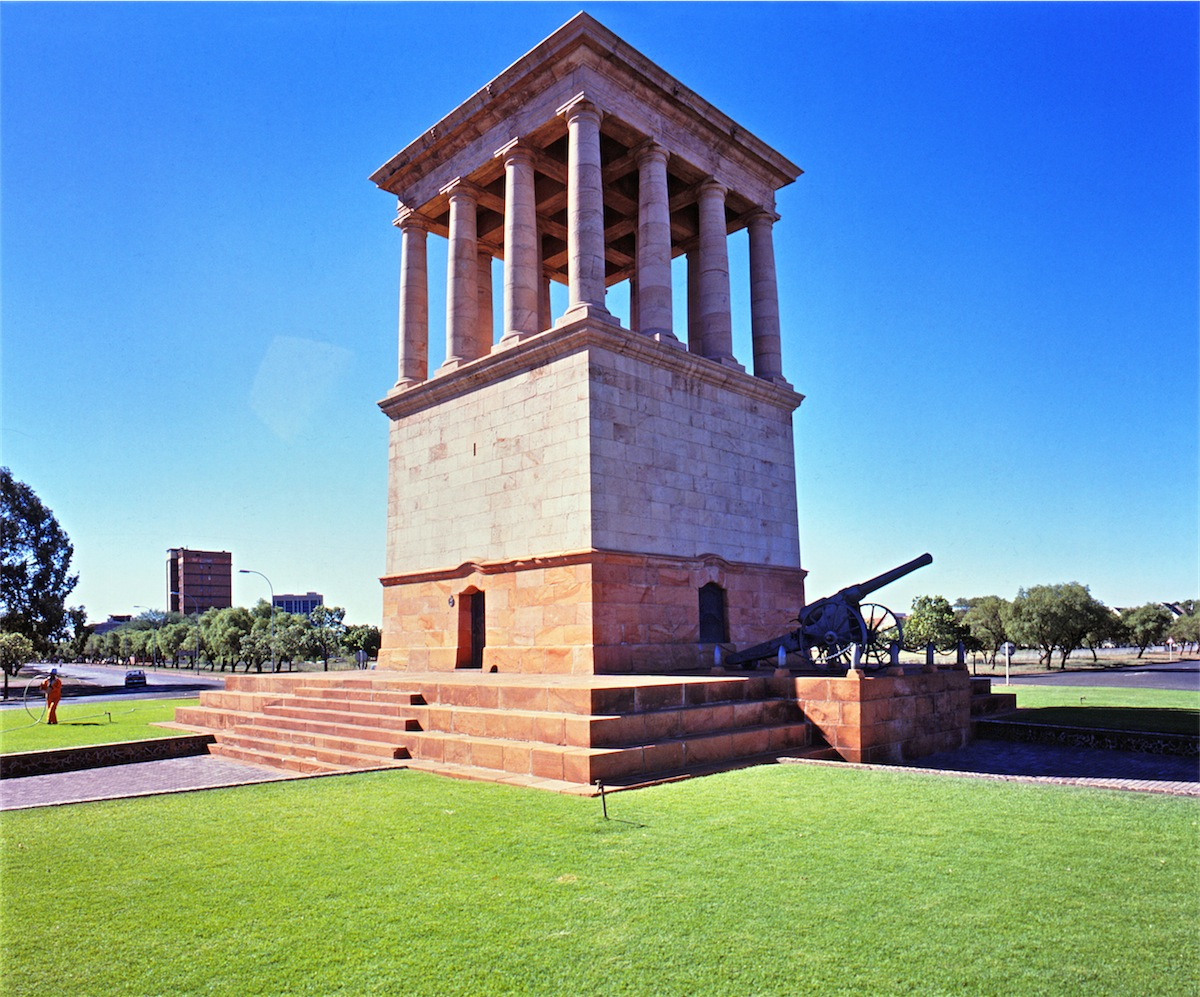
Dead Memorial à Kimberley (1904) dédié aux défenseurs de la ville lors du  siège de Kimberley durant la seconde guerre des Boers
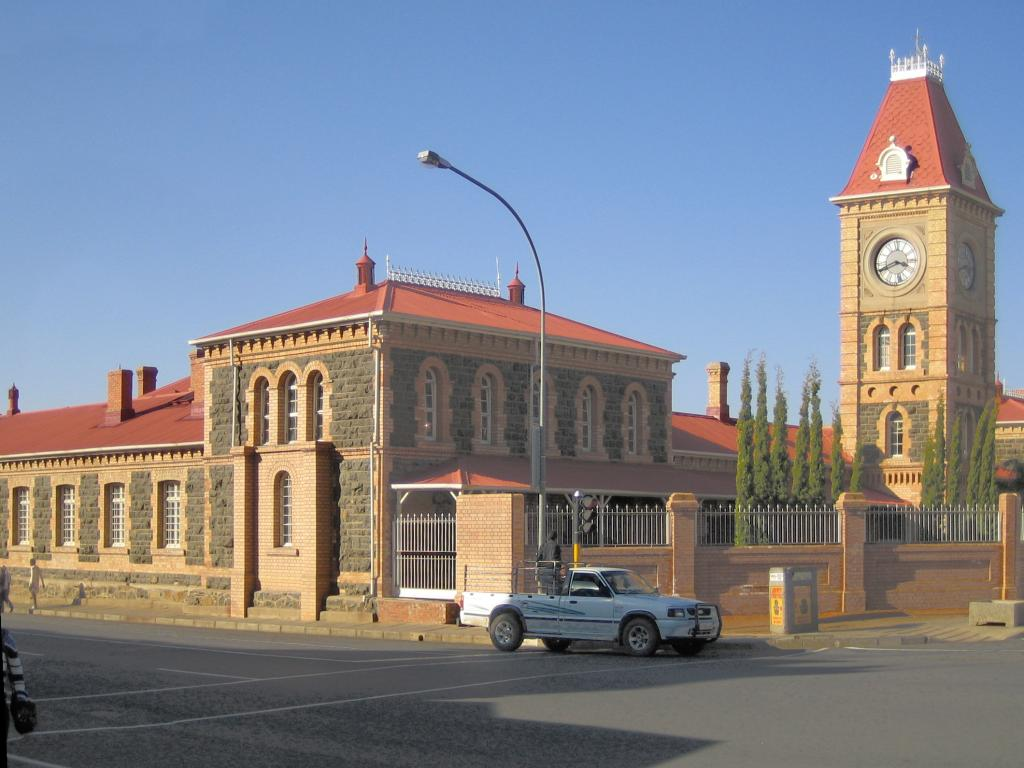
La cour suprême du Griqualand West
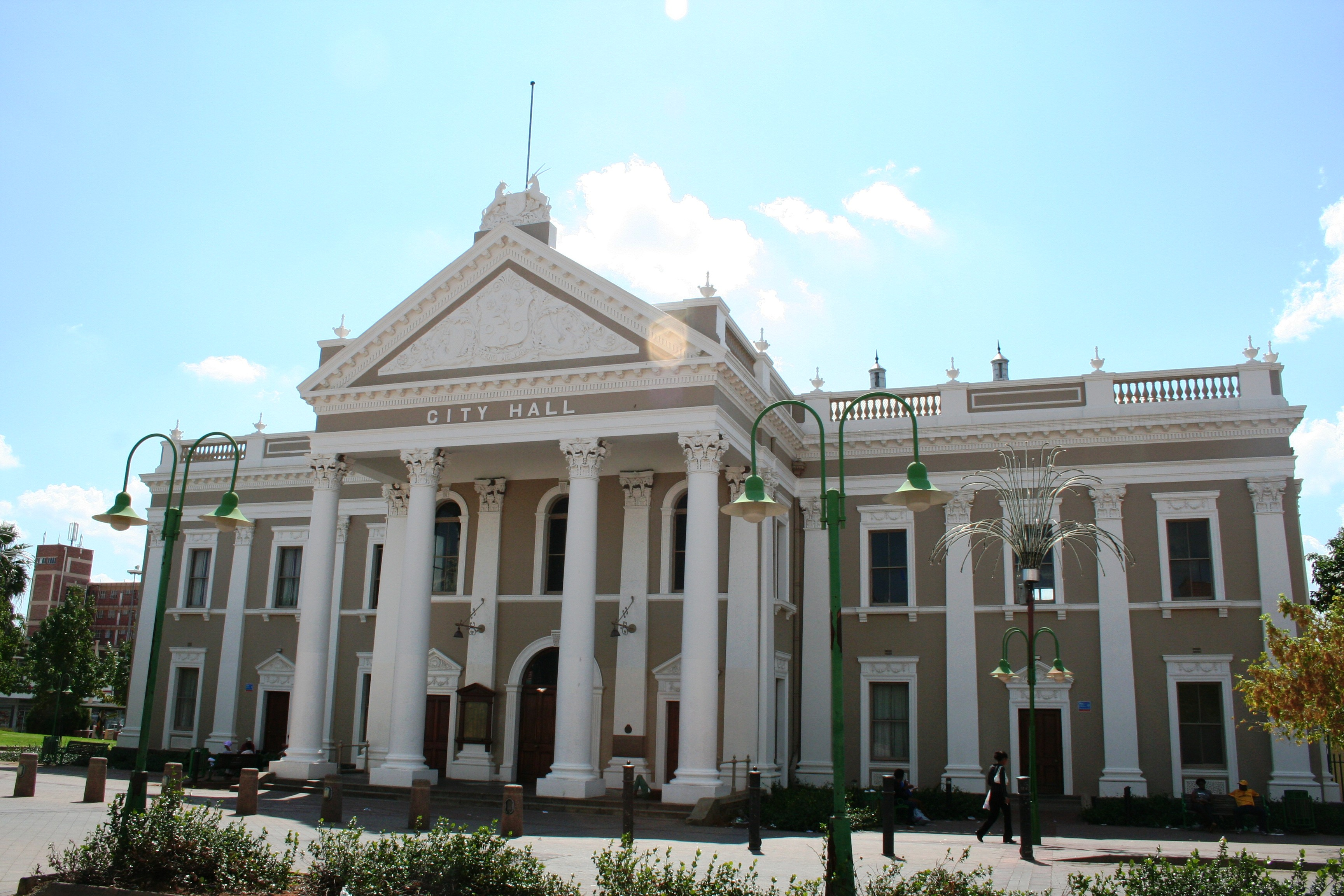
Hôtel de ville sur DeBeers Road
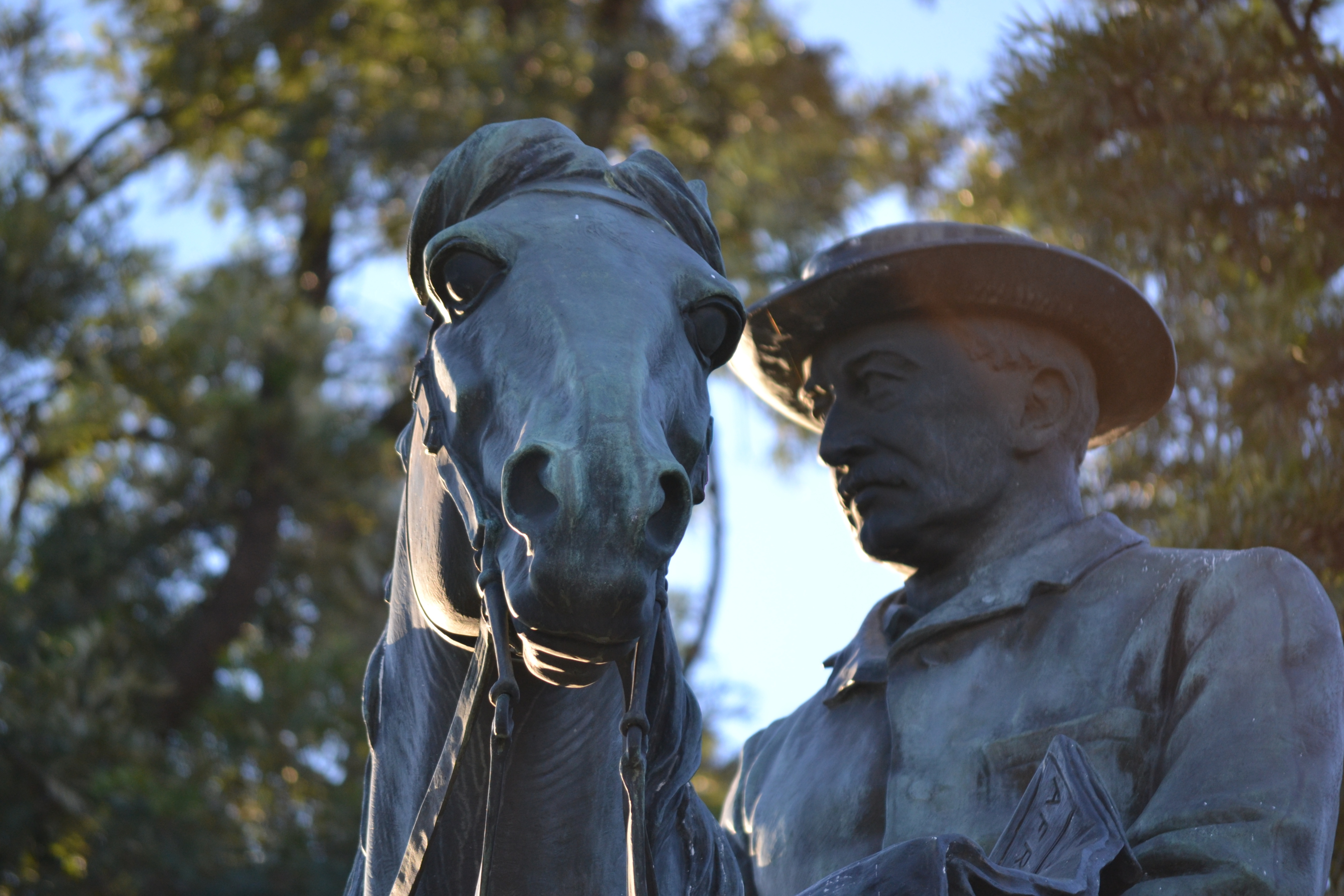
Statue équestre de Cecil Rhodes à Kimberley